# Лауанский язык
Лауанский язык — язык восточнофиджийской группы. Число владеющих языком составляет 21 тысяча человек, проживающая на восточных островах Фиджийского архипелага.
Ареал распространения языка — острова Лау (Найау, Лакемба, Онеата, Мозе, Комо, Намука, Камбара, Фулага, Огеа и Ватоа), входящие в состав одноимённой провинции. В последнее время, естественно, активно вытесняется английским, представляющим собой один из официальных языков Республики Фиджи и изучаемым в школе, а также хиндустани, фиджийским хинди и фиджийским. Активные носители всё чаще переходят на вышеуказанные языки в связи с высоким уровнем социального престижа владения ими, постепенно забывая родной язык.
На островах существует два их диалекта: лау и вануа-мбалаву.